# 에이리언 2
《에이리언 2》(영어: Aliens)는 1986년에 제작된 미국의 영화이다. 에이리언 (영화 시리즈)의 2번째 작품으로, 감독은 제임스 카메론, 주연은 시고니 위버이다. 상영 시간은 137분(감독판은 154분)이며, 캐치 카피는 'This time it's war.→이번에는 전쟁이다'이다. 1986년 아카데미 시각 효과상, 음향 효과 편집상을 수상했다.
당시 터미네이터로 이름을 날리던 카메론이 각본 및 감독을 맡으면서, SF 공포물의 고전이 된 전작 《에이리언》에서 한차례 변화하여, 무수히 번식한 에이리언과 미래 병기를 사용하는 병사와의 싸움을 그리는 전쟁 액션 영화로 제작되었다. '2탄 징크스'를 뒤집는 히트작이 되었다.
해병대원들이 사용하는 수많은 미래 병기의 리얼한 묘사나, 일본의 로봇 애니메이션의 요소를 채용한 파워 로더의 등장 등, 카메론의 매니아적인 요소가 마음껏 발휘되었다. 에이리언의 생태에 대해서도 전작의 설정을 이어받는 한편, 새롭게 개미나 벌을 생각하게 하는 사회 형태가 설정되어 그 정점으로 군림하는 에이리언 퀸이 등장한다.

## 줄거리
천신만고 끝에 캡슐에 잠들어 있던 전편의 유일한 생존자 엘런 리플리는 57년간 우주공간을 떠돌다 우주구조선으로 흘러들어 극적으로 구출된다. 에이리언에 대한 악몽으로 시달리는 리플리는 회사로부터 당시 로스트로모호가 착륙한 미정체 행성 LV-426(아체론)과 화물선을 폭발시킨 것에 대해 추궁당한다. 원시 생물의 존재를 부정하는 생물 학자들은 인간의 몸 속에서 잉태되어 태어나는 염산 혈액을 가진 에이리언 이야기를 아무도 믿지 않는다. 더구나 20년 전부터 행성에 우주 기술자와 가족을 보내 대기처리 장치의 개발을 시작하고 있었다. 그런데, 행성과 연락이 두절되자, 리플리는 고문 자격으로 우주 해병대와 함께 동행해 달라는 부탁을 받게 된다.
이윽고 행성의 대기권에 도착, 우주선으로부터 셔틀선을 타고 행성으로 내려와 특수장갑차 APC를 타고 건물 수색을 하게 된다. 이윽고 들이닥치는 에이리언 무리와 대결을 벌이게 되나 자만심에 차 있던 대원들은 하나 둘씩 처참히 죽어간다. 그러다 실험실에서 이주민의 마지막 생존자인 뉴트라는 12살 가량의 여자 아이를 발견하게 된다. 하지만 건물 전체가 핵 융합로의 역할을 하고 있으니 탄약 무기는 사용하지 말라는 지시가 무전으로 전달되면서 대원들은 모든 탄약을 반납하게 되고, 더욱 막다른 벽에 이른다. 더구나 에이리언의 새끼를 부화하기 위해 이주민들이 숙주가 되어 있는 참혹한 장소를 발견하면서부터 일행은 공포에 질린 나머지, 무기들을 난사하여 언제 핵폭발을 일으킬 지 모르는 상태가 된다. 여기에 셔틀선도 에이리언의 기습으로 불시착하여 폭발하고, 설상가상으로 희귀 생물체인 에이리언을 데려가 다른 용도로 이용하려는 회사 직원 벅크에 의해 리플리는 또다른 위기를 겪기도 한다. 결국 생존력이 강한 여전사 리플리의 활약과 송신 장비를 수리한 인조 인간인 비숍의 도움으로 살 길을 찾기 시작하는데.
마침내 수백 마리의 에이리언에 쫓겨 정거장으로 향하나, 대부분 대원들이 죽고 뉴트마저 잃어버리고 만다. 이에 리플리는 중무장을 하고 뉴트를 찾아 셔틀선으로 돌아오던 중 알을 낳는 거대한 퀸 에이리언과 맞선다. 리플리는 수 백개의 알들을 불태우고 퀸에이리언에게 쫓기다 마침내 비숍이 조종하는 셔틀선에 간신히 탑승, 폭파되는 행성을 빠져나와 무사히 우주선으로 돌아온다. 그러나 끝까지 셔틀선에 붙어온 퀸에이리언이 다시 무시무시한 모습을 보이며 다가온다. 리플리는 짐을 옮길 때 쓰는 기계 로더를 사용해 에이리언과 또 다시 사투를 벌여 마침내 거대한 에이리언을 우주선 밖 우주 공간으로 날려보낸다. 생존자는 리플리와 뉴트, 용감히 싸우다 부상으로 혼수 상태에 빠진 힉스, 토막 난 비숍이 전부였다. 이들은 지구로 향한 귀환길의 긴 잠에 빠져든다.

## 출연
- 시고니 위버 - 엘런 리플리
- 마이클 빈 - 드웨인 힉스 상병
- 폴 라이저 - 카터 J. 버크
- 랜스 헨릭슨 - 비숍
- 캐리 헨 (Carrie Henn) - 뉴트 / 리베카 조든
- 빌 팩스턴 - 허드슨 이병
- 저넷 골드스틴 (Jenette Goldstein) - 배스케즈 이병
- 윌리엄 호프 - 고먼 중위
- 앨 매슈스 - 에이폰 중사
- 마크 롤스턴 - 드레이크 이병
- 리코 로스 - 프로스트 일병
- 콜렛 힐러 - 페로 상병
- 대니얼 캐시 - 스펑크마이어 이병
- 신시아 데일 스콧 - 디트릭 상병
- 팁 티핑 - 크로 이병
- 트레버 스티드먼 - 위즈보스키 이병
- 폴 맥스웰 - 밴루언

## 한국어 더빙 성우진

### SBS (1992년 7월 10일)
- 손정아 - 엘렌 리플리(시고니 위버)
- 박일 - 카터 버크(폴 라이저)
- 박기량 - 드웨인 힉스(마이클 빈)
- 이규화 - 스콧 고먼(윌리엄 호프)
- 성유진 - 레베카 "뉴트" 조던(캐리 헨)
- 김민
- 이윤선
- 유해무 - 에이폰 상사(알 매튜스)
- 신성호
- 윤소라 - 바스퀘즈(제넷 골드스타인)
- 강구한
- 김영민
- 이승환
- 문일옥

### KBS (2002년 2월 13일)
- 손정아 - 엘렌 리플리(시고니 위버)
- 이용순 - 레베카 "뉴트" 조던(캐리 헨)
- 홍성헌 - 드웨인 힉스(마이클 빈)
- 오세홍 - 비숍(랜스 헨릭슨)
- 김환진 - 카터 버크(폴 라이저)
- 홍승섭 - 허드슨(빌 팩스턴) / 청문회 위원장(폴 맥스웰)
- 김수중 - 스콧 고먼(윌리엄 호프)
- 배정미 - 바스퀘즈(제넷 골드스타인)
- 한상덕 - 에이폰 상사(알 메튜스)
- 장호비 - 드레이크(마크 롤스턴)
- 김희선 - 디트리히(신시아 데일 스콧) / 청문회 위원(발레리 콜간) / 의사(알리브 파슨스) / 페로(콜렛 힐러) / 시스템 음성
- 김영진 - 프로스트(리코 로스) / 의사(블레인 페어맨)
- 임진응 - 스펑크마이어(다니엘 캐쉬)

## 평가
로튼 토마토에서 98%의 신선도 지수를 얻었으며 8.9 전문가 평점을 얻었다. AFI 선정 세계 100대 영화에 선정되기도 하였다.
영국 엠파이어지 선정 최고의 속편으로 선정되었다.

## 같이 보기
- 에이리언 (영화 시리즈)